# Quảng trường Tự do (Budapest)

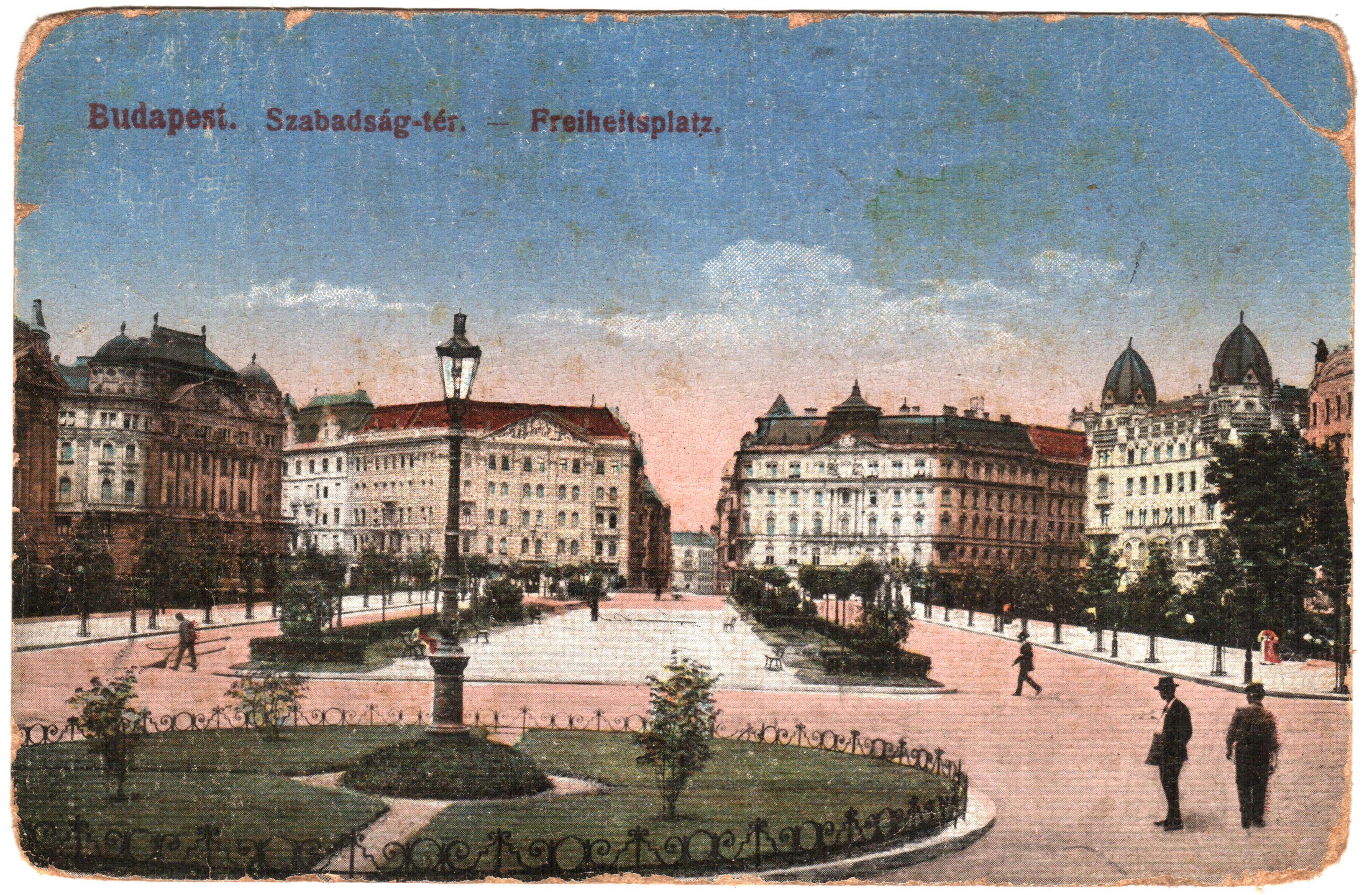
Quảng trường Tự do - Budapest

Quảng trường Tự do (tiếng Hungary: Szabadság tér) là quảng trường công cộng nằm trên phố Lipótváros, thủ đô Budapest, Hungary.
Quảng trường là nơi kinh doanh và cư trú. Đại sứ quán Hoa Kỳ tại Hungary có trụ sở tại số 12, trụ sở của Ngân hàng Quốc gia Hungary ở phía tây quảng trường. Một số tòa nhà trên quảng trường được thiết kế theo phong cách Tân nghệ thuật (Art Nouveau). Quanh quảng trường còn có Sàn giao dịch Chứng khoán Hungary, sau này trở thành Trụ sở Đài truyền hình Hungary. Tòa nhà còn lại là Ngân hàng Quốc gia Hungary. Hai tòa nhà đó đều do Ignác Alpár lập bản thiết kế vào năm 1905.
Quảng trường cũng là nơi để người dân tham quan tượng đài Ronald Reagan (tổng thống Hoa Kỳ), tượng đài Harry Hill Bandholtz (Tướng Hoa Kỳ) và đài tưởng niệm Liên Xô giải phóng Hungary trong Thế chiến II khỏi sự chiếm đóng của Đức Quốc xã (Chiến dịch Budapest).

## Lịch sử
Quảng trường Tự do được xây dựng trên tàn tích của Tòa nhà Mới (là nơi Thủ tướng Lajos Batthyány bị hành quyết vào năm 1849, sau Cách mạng Hungary). Tòa nhà Mới sau đó bị phá hủy vào năm 1897 và giành mặt bằng xây dựng Quảng trường Tự do.
Năm 1991, hội đồng thành phố Budapest quyết định tập hợp các Tượng đài trong Thời kỳ cộng sản, đang nằm rải rác nhiều nơi khắp thủ đô, tụ về Quảng trường Tự do. Ở phía Bắc của Quảng trường đặt đài tưởng niệm những người lính Liên Xô đã ngã xuống trong chiến dịch Budapest năm 1944-1945.
Năm 2020, chính quyền thành phố cùng với Đại sứ quán Hoa Kỳ đã cho xây dựng một bức tượng lớn của Tổng thống Hoa Kỳ George HW Bush.
Ngoài ra, quảng trường còn có một số các bức tượng khác. Ví dụ như tác phẩm điêu khắc giải phóng Thế chiến II do Károly Antal thiết kế.

## Hình ảnh

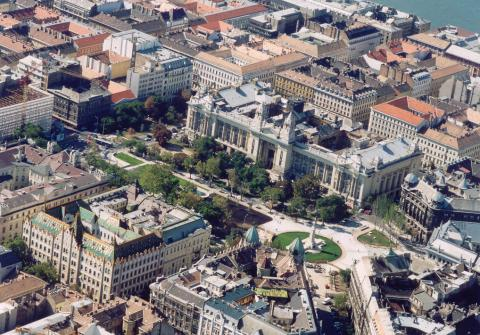
Sàn giao dịch chứng khoán Budapest cũ nhìn từ phía đông nam
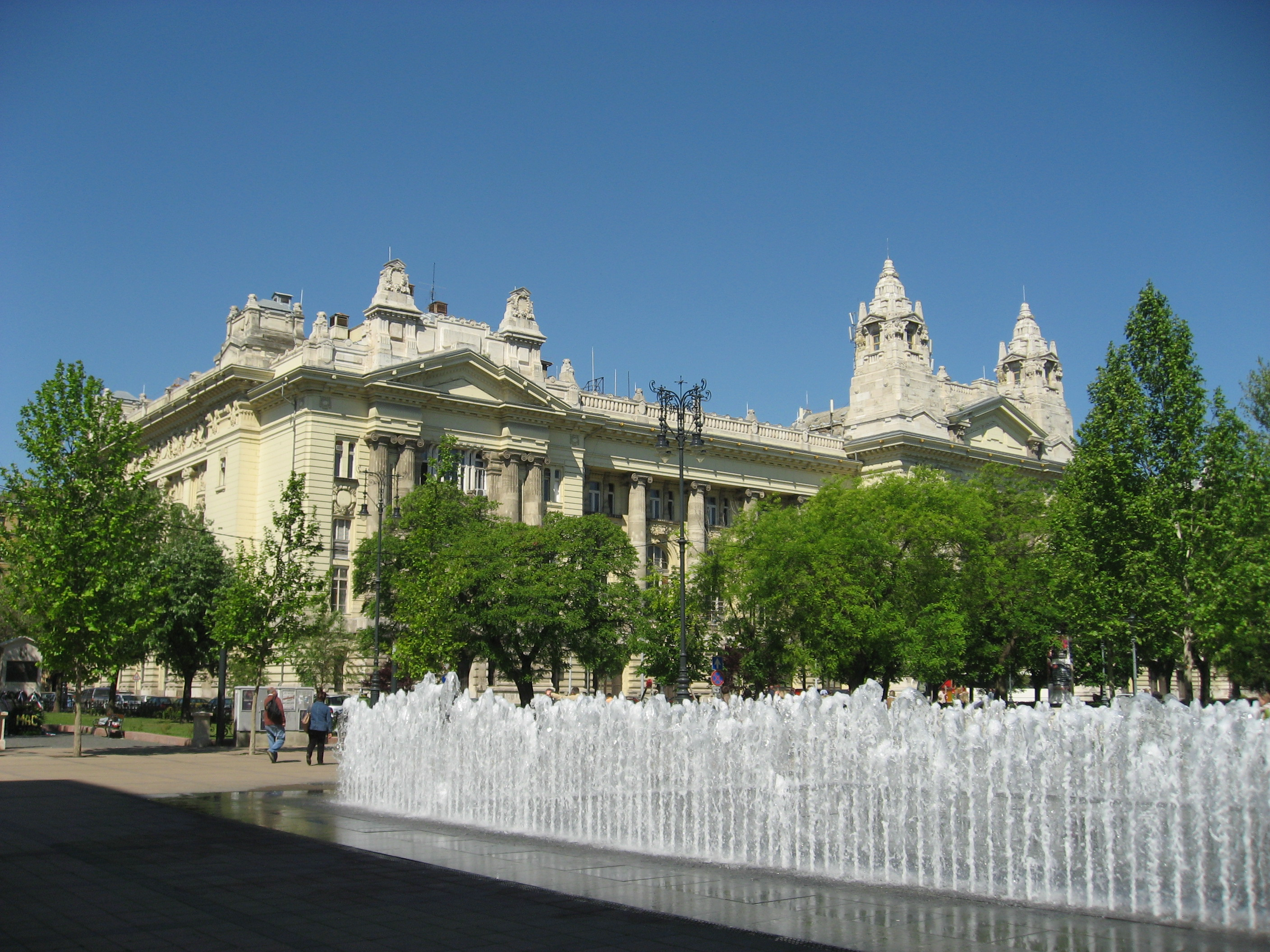
Tòa nhà của sàn giao dịch chứng khoán Budapest
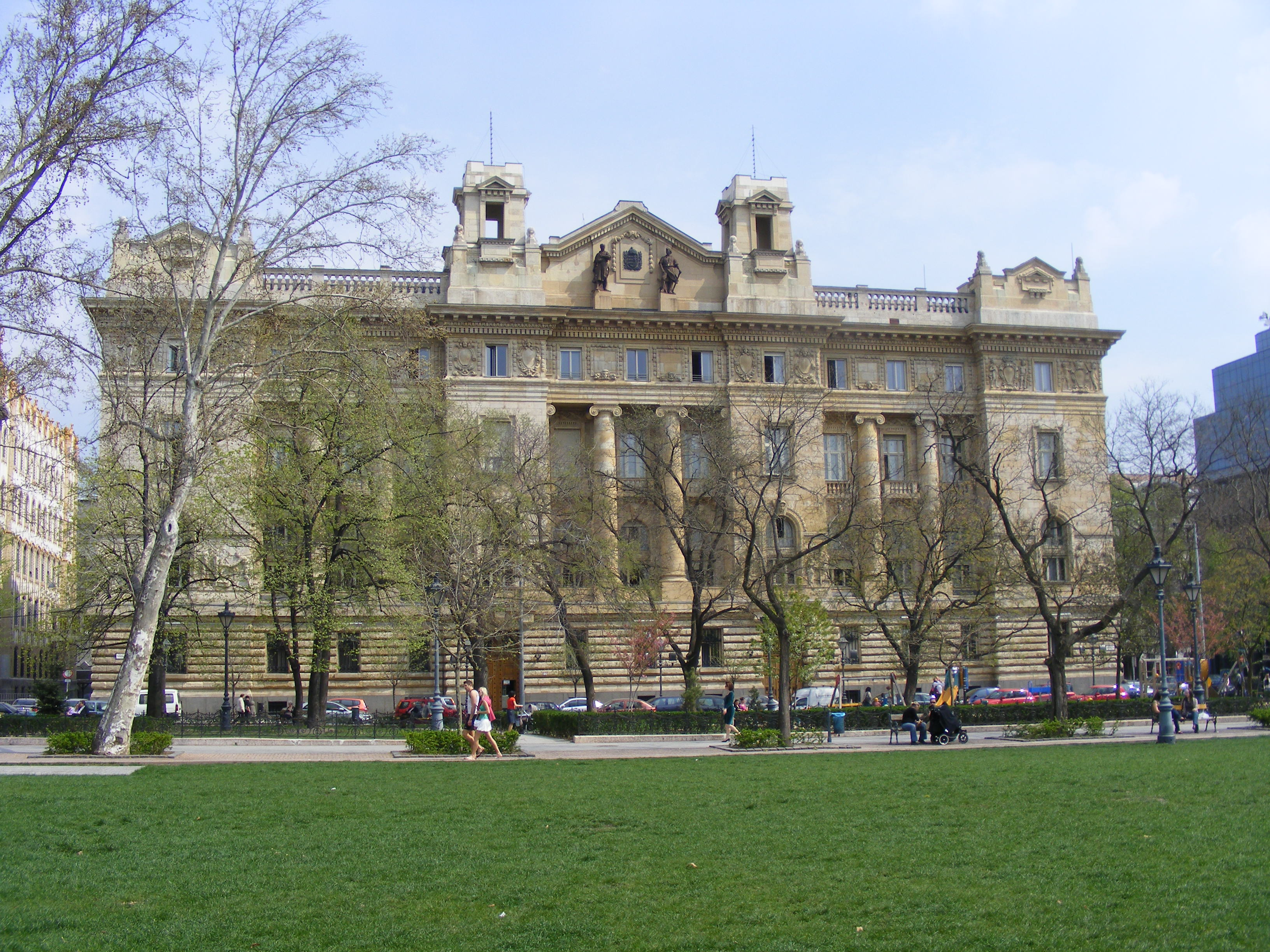
Ngân hàng quốc gia Hungary
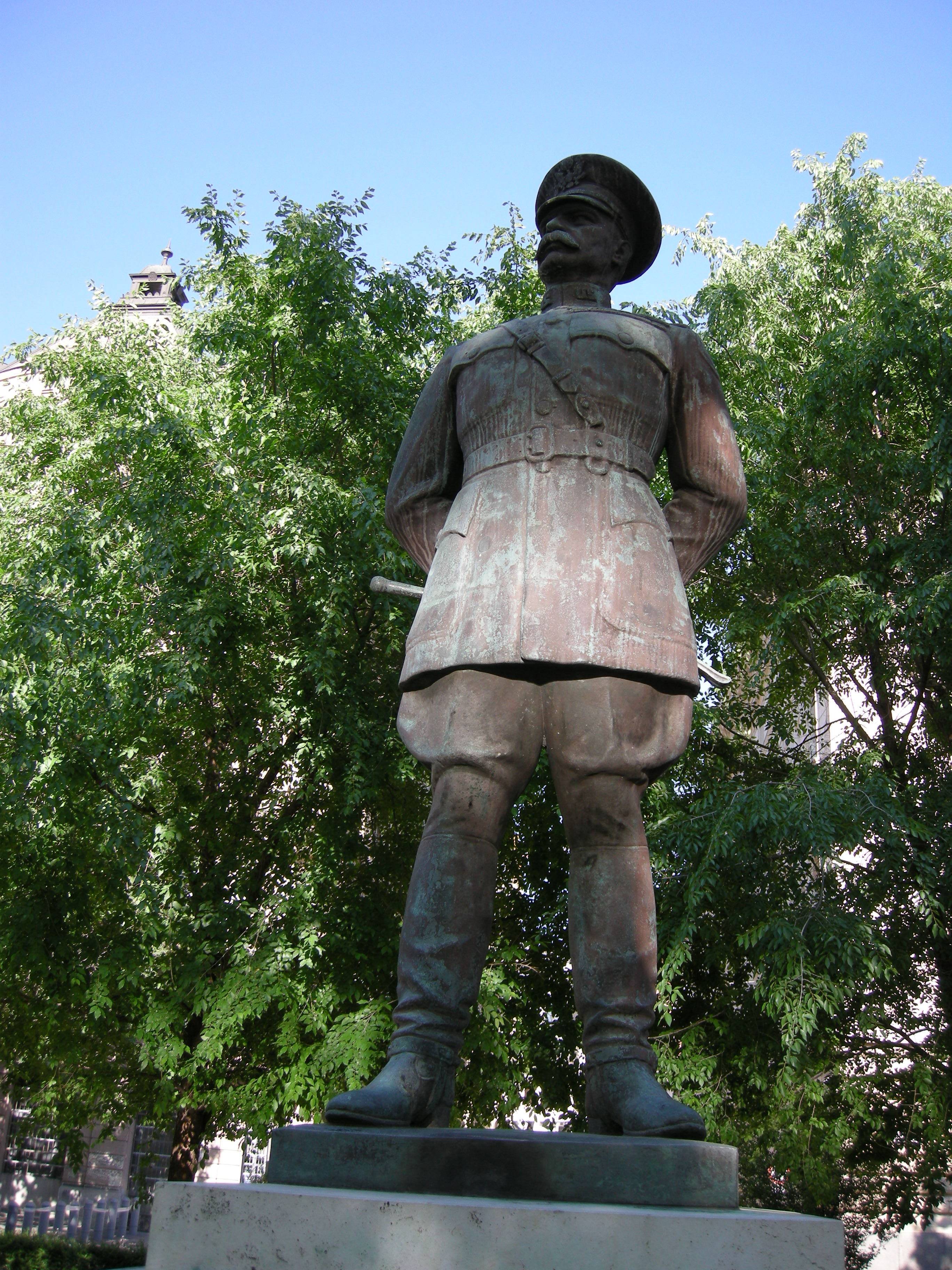
Đài tưởng niệm Tướng Hoa Kỳ Harry Hill Bandholtz
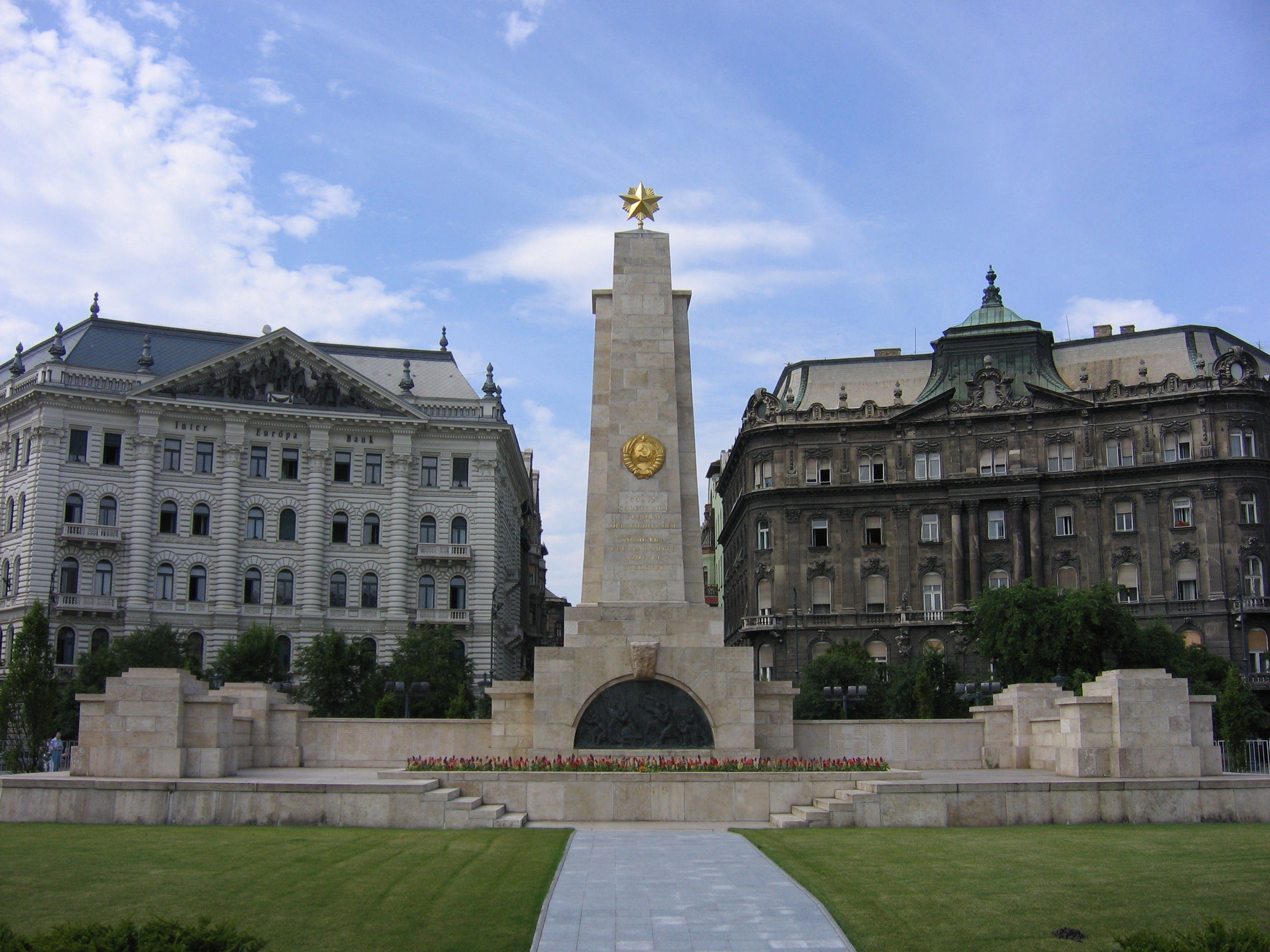
Tượng đài Hồng quân Liên Xô (1946)
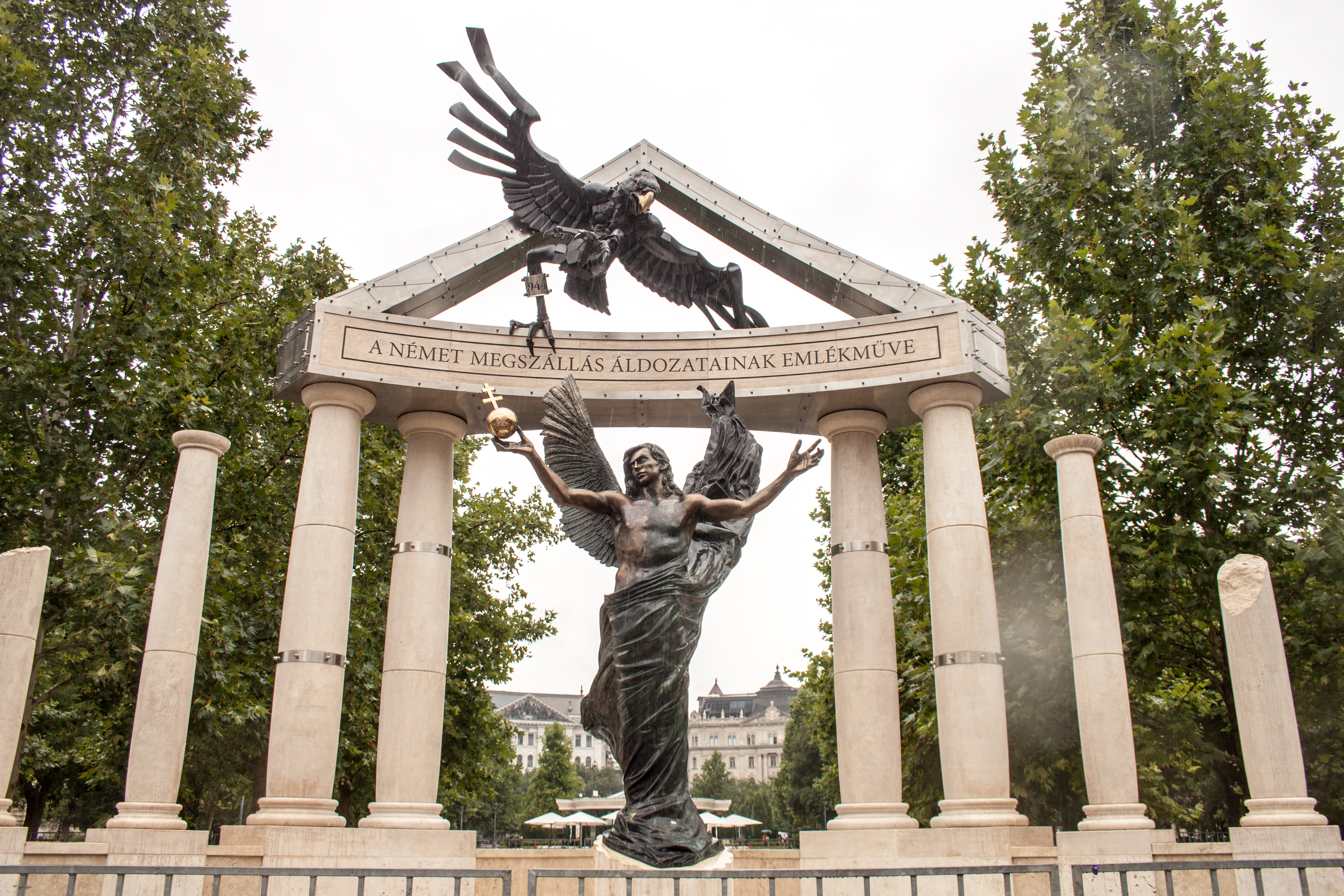
Đài tưởng niệm các nạn nhân trong Cuộc chiếm đóng của Đức (2014)